# Nollränteläge

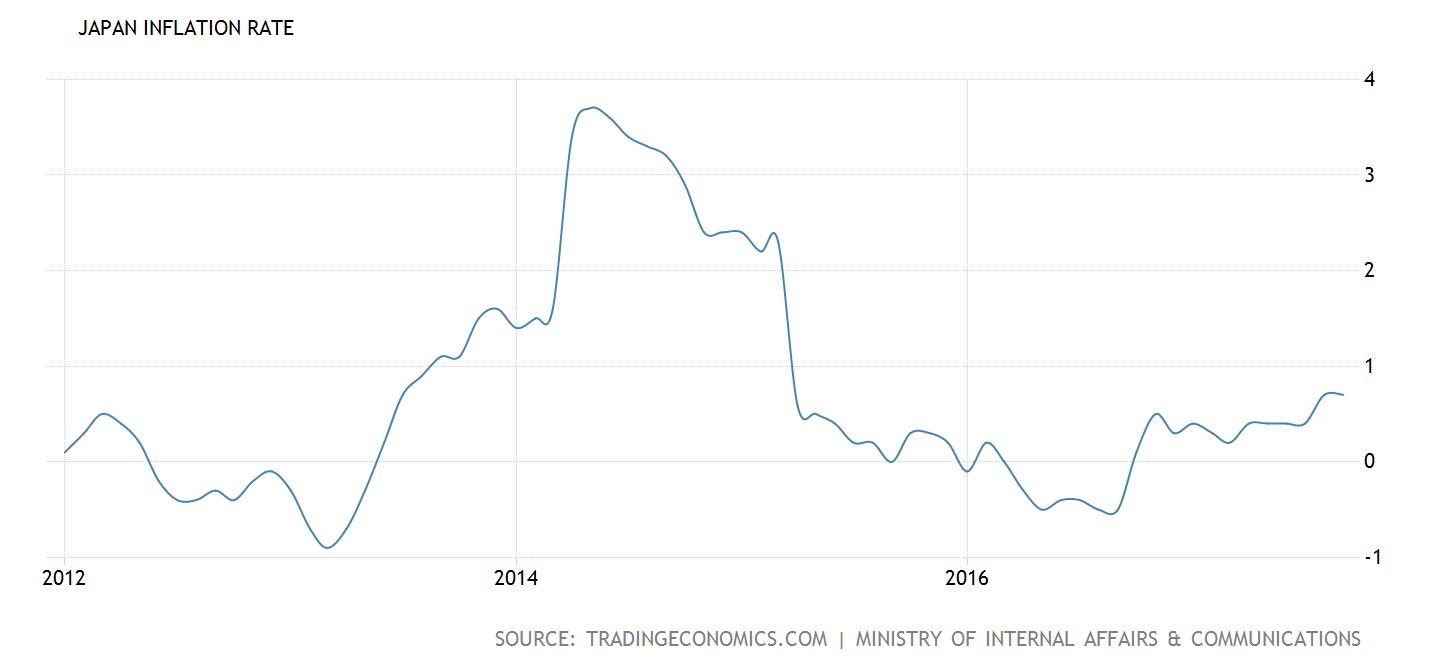
Japans inflationstakt, 2012–2017

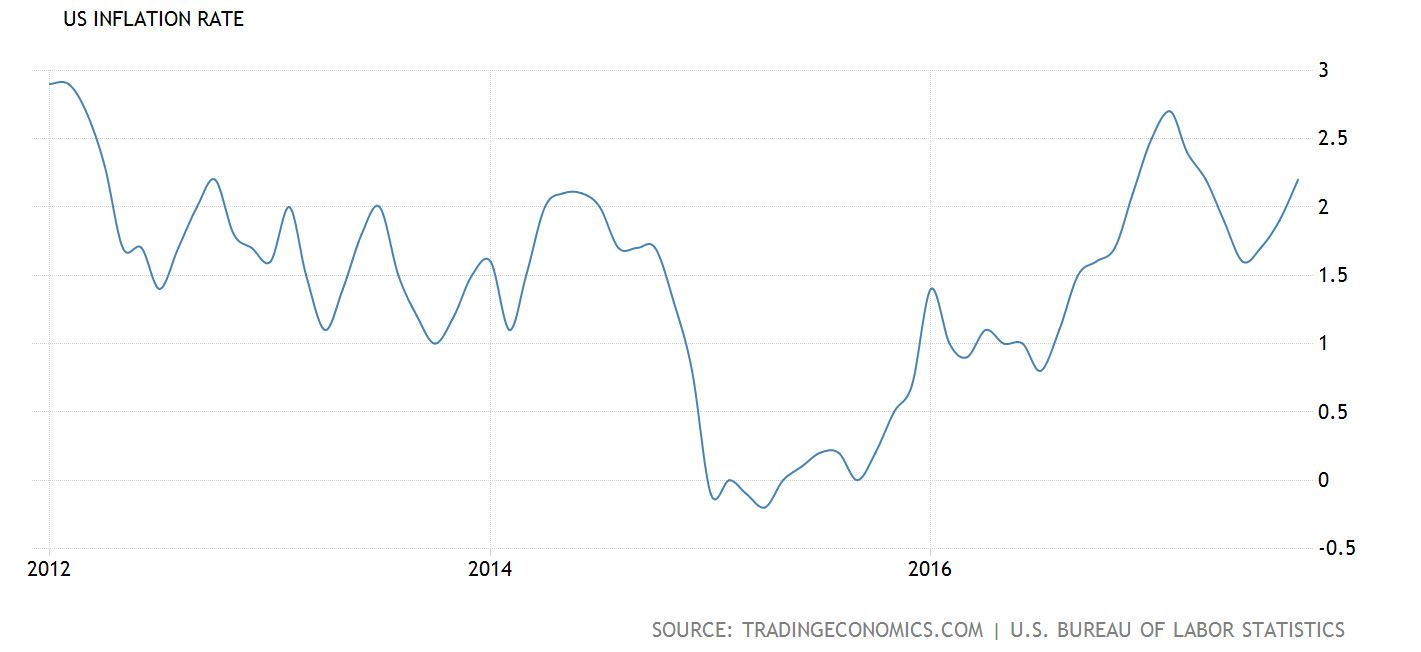
USA:s inflationstakt

Nollränteläge är ett makroekonomiskt koncept som beskriver förhållanden med en mycket låg nominell ränta, såsom i modern tid i Japan och december 2008 till december 2015 i USA. Nollränta anses vara ett okonventionellt penningpolitiskt instrument och kan förknippas med långsam ekonomisk tillväxt, deflation och hävstångsminskning.